# Slot 1
Slot 1 je typ slotu pro připojení procesoru (CPU). Používal se hlavně pro připojení procesorů Intel Pentium II, Celeron a u některých Intel Pentií III. Slot 1 vzhledem připomínal PCI.
Specifikace Slotu 1 umožňuje větší takty sběrnice ve srovnání s paticí Socket 7. Základní desky se Slotem 1 používaly protokol GTL+.
Některá Pentia II (350 a 450 MHz) a všechny Pentia III pro Slot 1 používaly vylepšenou variantu SECC2. Tato varianta byla lehčí, úspornější a levnější. Slot A používaný společností AMD byl mechanicky identický, nicméně elektronicky nekompatibilní.